# Sabri Can
Sabri Can (* 27. Februar 1997 in Zonguldak) ist ein türkischer Fußballtorhüter.

## Karriere
Can begann mit dem Vereinsfußball in der Jugend von Kozcağız Belediyespor und wechselte 2012 zu Boluspor.
Zum Saisonstart 2017/18 erhielt er bei letzterem einen Profivertrag, wurde am Training der Profimannschaft beteiligt und gab schließlich am 19. September 2017 in der Pokalbegegnung gegen Sinopspor sein Profidebüt.